# Parc national de la Lopé
Le parc national de la Lopé est un site protégé du Gabon, inscrit depuis 2007 sur la liste du patrimoine mondial de l'UNESCO sous le nom de « Écosystème et paysage culturel relique de Lopé-Okanda ». Il est qualifié de mixte car il est remarquable pour sa forêt ainsi que pour ses vestiges de cultures passées. Il fait partie du programme forêt du patrimoine mondial.

## Histoire
Première aire protégée du Gabon, le parc national de la Lopé avait à l'origine le statut de réserve de chasse depuis 1946, avant de devenir le parc national de la Lopé-Okanda dans les années 1960.
Le parc a été pour l'Agence nationale des parcs nationaux (ANPN) l'un des fers de lance de sa politique de conservation des espaces forestiers, en particulier en termes de reconquête des espaces de savane par la forêt. Cette politique a en effet permis une progression des espaces forestiers de l'ordre de 24,5 % entre 1982 et 2007 dans la zone Nord de la Lopé.

## Flore et faune

### Flore

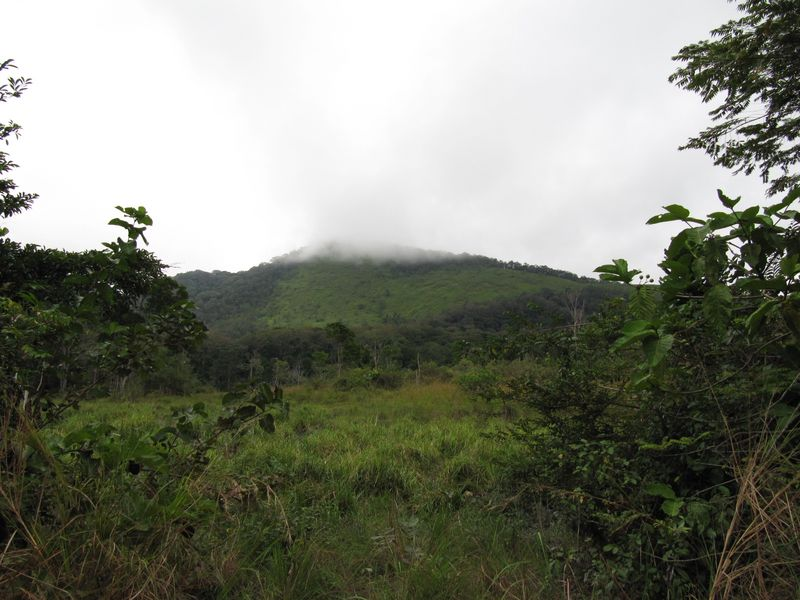
Brumes sur les hauteurs du parc de la Lopé

Dans la partie sud, le beli (Paraberlinia bifoliolata) est aussi commun que l'okoumé. L'ozouga (Saccoglottis gabonensis) est abondant à proximité des savanes où il atteint sa limite orientale. À proximité des savanes du nord, on trouve une forêt de marancées, dont l'origine est encore peu claire et très discutée. Les savanes, quant à elles, sont caractérisées par la présence de Pobeguinea erracta, Andropogon Pseudapcicus, Hyparrbenia diplandra. Celles du nord-ouest sont généralement non arbustives. L'origine de ces savanes reste encore, scientifiquement, non expliquée.
Le relief de la partie nord-est de la réserve est composé de collines à faibles pentes. Le reste du site, au relief accidenté, est découpé et dominé par des collines à fortes pentes; l'est et le sud, drainés par les affluents de l'Offoué, le nord et l'ouest par la Lopé et plusieurs affluents de l'Ogooué.

### Faune
Elle est caractéristique des espèces de forêts denses : une cinquantaine de mammifères et plus de 300 espèces d'oiseaux (probablement 350 d'après un récent recensement). La conjugaison de milieux forestiers et savanicoles et la présence de cours d'eau confèrent à cette aire protégée un caractère de richesse biologique particulier.

#### Mammifères
Une cinquantaine d'espèces, dont une dizaine de primates au minimum, ont été observées; des recensements effectués sur les plus caractéristiques d'entre elles ont permis de mettre en évidence la présence de près d'un millier de gorilles de plaine et de près de 2000 chimpanzés. Les espèces endémiques semblent bien se maintenir; l'hippopotame serait très menacé. L'éléphant et le buffle sont présents en assez fortes densité, en particulier dans la zone des savanes au nord et dans la zone de contact forêts-savanes. On y rencontre également plusieurs espèces de céphalophes, le guib harnaché, le sitatunga (rare), le potamochère, plusieurs espèces de cercopithèques, de cercocèbes, de mandrills et de drills.

#### Avifaune
L'une des curiosités de cette forêt réside dans la présence du picatharte, espèce rare et remarquable dont des individus et des nids ont été observés. L'autre curiosité est la présence du faucon pèlerin africain qui niche dans une falaise. C'est une des seules observations de ce genre faites de cette race en Afrique occidentale et centrale.

## Traces anthropiques
Le site est riche de vestiges de la préhistoire et de l'Antiquité,.

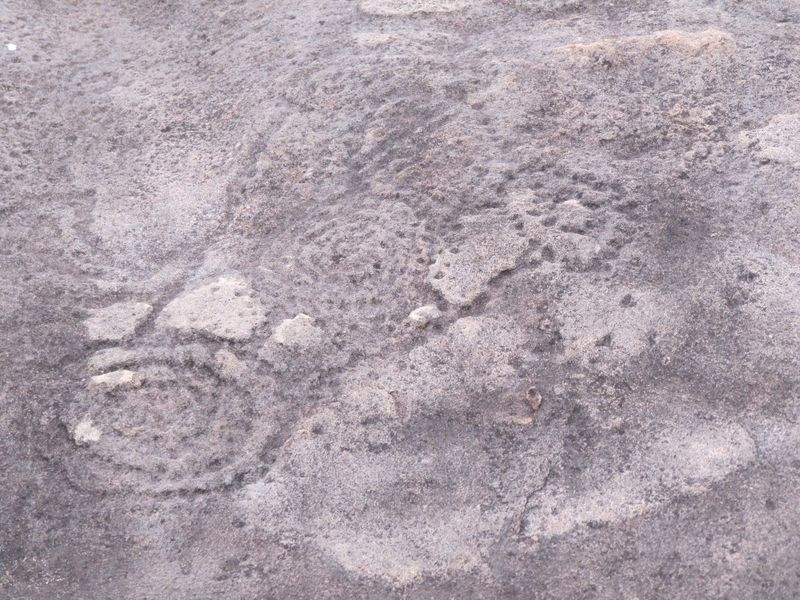
Gravure rupestre, parc national de la Lopé, Gabon
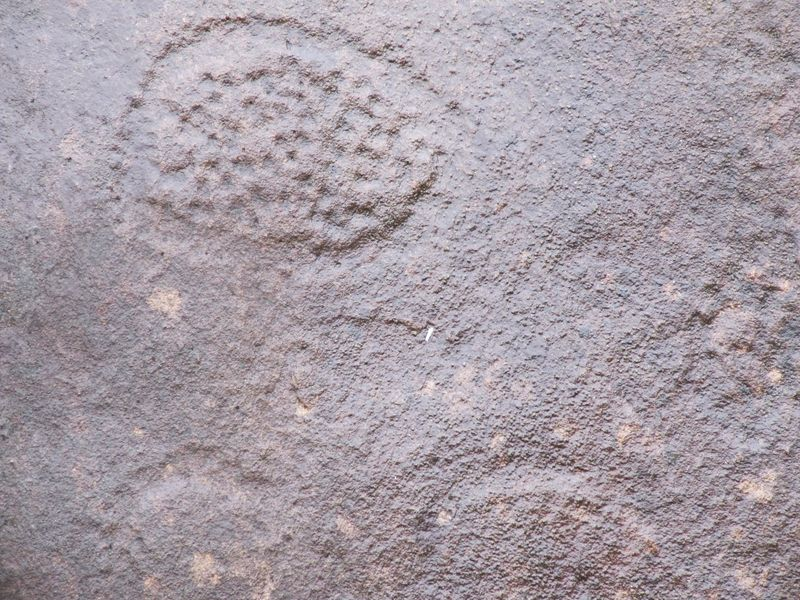
Gravure rupestre, parc national de la Lopé, Gabon
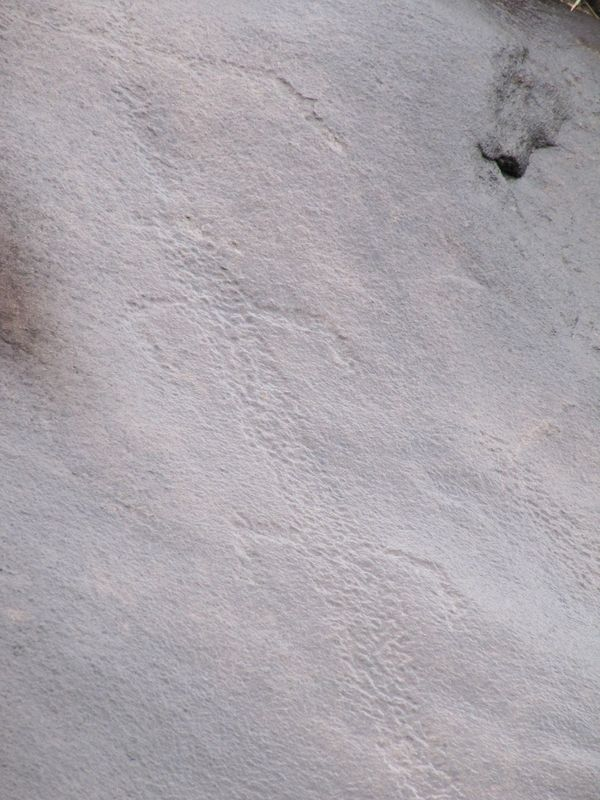
Gravure rupestre, parc national de la Lopé, Gabon